# 哈密路
哈密路是中華人民共和國上海市長寧區一條南北走向道路，共分為兩段。北段北起長寧路，南至天山路。南段北起北虹路，南至虹橋路。道路全長3500米。哈密路始建於1901年，最初名為羅白康路，屬於公共租界越界築路。1919年更名羅別根路。1943年更名為哈密路。路名來自於新疆哈密。沿途有上海動物園。